# Franc Batagelj (častnik)
Franc Batagelj, slovenski častnik, * 12. januar 1893, Ajdovščina, † 30. november 1942, pri vasi Kapustino, Sovjetska zveza.

## Življenje in delo
Franc Batagelj (rusko Radoslav Radoslavovič Batagelij) se je rodil v družini mizarja Frančiška Batagelja v Šturjah (sedaj predel Ajdovščine). Mati mu je bila Jožefa (roj. Bratina). Bil je vzgojen v ideji o kulturni vzajemnosti in politični združitvi vseh Slovanov. Ob začetku 1. svetovne vojne je bil vpoklican v avstro-ogrsko vojsko, odšel na vzhodno fronto, kjer so ga Rusi ujeli. Bil je ujetnik v več ruskih
taboriščih, nazadnje v bližini mesta Taškent (sedaj v Uzbekistanu). Ko je zvedel, da v taborišču agitirajo za vstop v prostovoljne odrede, kateri so se oblikovali v okolici Odese, da bi se borili na Solunski fronti, se je prijavil v srbski prostovoljni odred, v katerem je končal častniško šolo. V prostovoljske vrste je istega leta stopil tudi brat Tone, s katerim se je srečal v Odesi v I. srbski diviziji prostovoljcev. Franc Batagelj je v tej enoti ostal do 1917, ko je le ta pod vplivom februarske revolucije začela razpadati. Januarja 1918 je vstopil v Rdečo armado, medtem ko je brat odšel na Solunsko fronto. V vrstah Rdeče armade se je boril v Ukrajini (Kijev, Harkov) in pri Jekaterinburgu. Poleti je bila njegova enota poslana v okolico Samare, konec leta pa na zakavkaško fronto, kjer se je bojeval do začetka leta 1920. Že leta 1919 je postal član operativnega oddelka zakavkaške fronte in predsednik vojaškega sodišča te fronte. Poleti je postal član komunistične stranke (boljševikov), marca 1920 pa član Kolegija revolucionarnega vojaškega sodišča fronte, ki je bil najvišji pravni organ vojske. To dolžnost je opravljal vse do leta 1926, ko se je končala revolucija tudi v srednji Aziji. Po demobilizaciji se je zaradi šibkega zdravja odločil ostati v Odesi, si tu osnoval družino in do 1940 služboval v raznih podjetjih in ustanovah. Leta 1940 je postal žrtev Stalinovih čistk, čeprav ni bil zaprt, pa je bil izoliran in ostal brez službe. Po nemškem napadu na Sovjetsko zvezo je kot prostovoljec vstopil v Rdečo armado, dobil čin kapetana in postal načelnik štaba strelskega bataljona. Poleti 1942 je bil ranjen, ter po okrevanju poslan na tečaj za komandante v Tbilisi (sedaj v Gruziji). Po tečaju je odšel v mesto Makhachkala ob Kaspijskem jezeru, od koder je bil konec septembra poslan na zakavkaško fronto. 30. novembra 1942 je padel v bojih pri vasi Kapustino, kjer je tudi pokopan v skupni grobnici.